# Tom Odell
Thomas Odell, dit Tom Odell, né le 24 novembre 1990 à Chichester est un auteur-compositeur-interprète et pianiste britannique. Il sort son premier EP, Songs from Another Love, en 2012. Il remporte le prix BRITs Critics' Choice Award début 2013. Le premier album studio de Tom, Long Way Down, sort le 24 juin 2013. Trois ans plus tard, son album studio suivant, Wrong Crowd, est publié . Il est suivi par plusieurs autres albums.

## Biographie

### Jeunesse
Tom Odell est né à Chichester, dans le West Sussex, en Angleterre, d'un père pilote de ligne et d'une mère institutrice. Il a une sœur aînée. Il passe une partie de son enfance à Auckland, en Nouvelle-Zélande, après que sa famille a déménagé à la campagne. Il fait ses études au Bishop Luffa et au Seaford College dans le Sussex de l'Ouest, mais se souvient également d'avoir fréquenté l'école en Nouvelle-Zélande,.
Durant ses années d'école, Odell écrit des chansons pour un groupe qui a du mal à trouver un chanteur principal. Cette situation le pousse à commencer à chanter les chansons qu'il a écrites, et Odell dit qu'il « a chanté [les chansons] comme [il] voulait qu'elles sonnent » plutôt que de craindre que quelqu'un d'autre ne donne pas vie à sa vision.
À 18 ans, Odell abandonne ses projets d'aller à l'Université de York et tente d'obtenir une place dans une école de musique à Liverpool. Un an plus tard, il revient à Chichester après avoir été licencié de son travail de barman. Il se rend régulièrement à Londres pour jouer des spectacles. Il étudie aussi au Brighton Institute of Modern Music (BIMM) à Brighton, tout en jouant dans un groupe, Tom & the Tides, avant de déménager à Londres où il décide de devenir un artiste solo parce qu'il « ne voulait pas avoir à dépendre des gens ».

### 2012-2013: débuts de carrière etLong Way Down
Tom Odell signe avec In the Name Of, un label de Columbia Records . Il est découvert par la directrice du label, Lily Allen, qui remarque que « son énergie sur scène lui rappelle David Bowie ».  Il sort son premier EP , Songs from Another Love, en octobre 2012.  Il fait ses débuts à la télévision en novembre 2012 en tant qu'interprète dans Later... with Jools Holland,.  Tom Odell est annoncé comme l'un des 15 nominés pour le sondage BBC Sound of 2013 en janvier 2013. Ce même mois, son single Another Love est utilisé par la BBC pour faire la publicité de son programme 2013.  La musique de Tom Odell est également utilisée dans de nombreux défilés de mode Burberry. Il est nommé lauréat du Critics Choice Award de BRIT, précédemment remporté par des artistes tels qu'Adele et Florence and the Machine et est le premier artiste masculin à remporter le prix. Il est interviewé aux côtés de l'ancienne lauréate Emeli Sandé lors de la cérémonie télévisée en février 2013.
Le premier album de Tom Odell, Long Way Down, sort le 24 juin 2013  et atteint la première place du classement officiel britannique. Il aurait dû assurer la première partie des Rolling Stones au Hyde Park de Londres le 13 juillet 2013,  mais ne peut pas se produire en raison d'une maladie,.

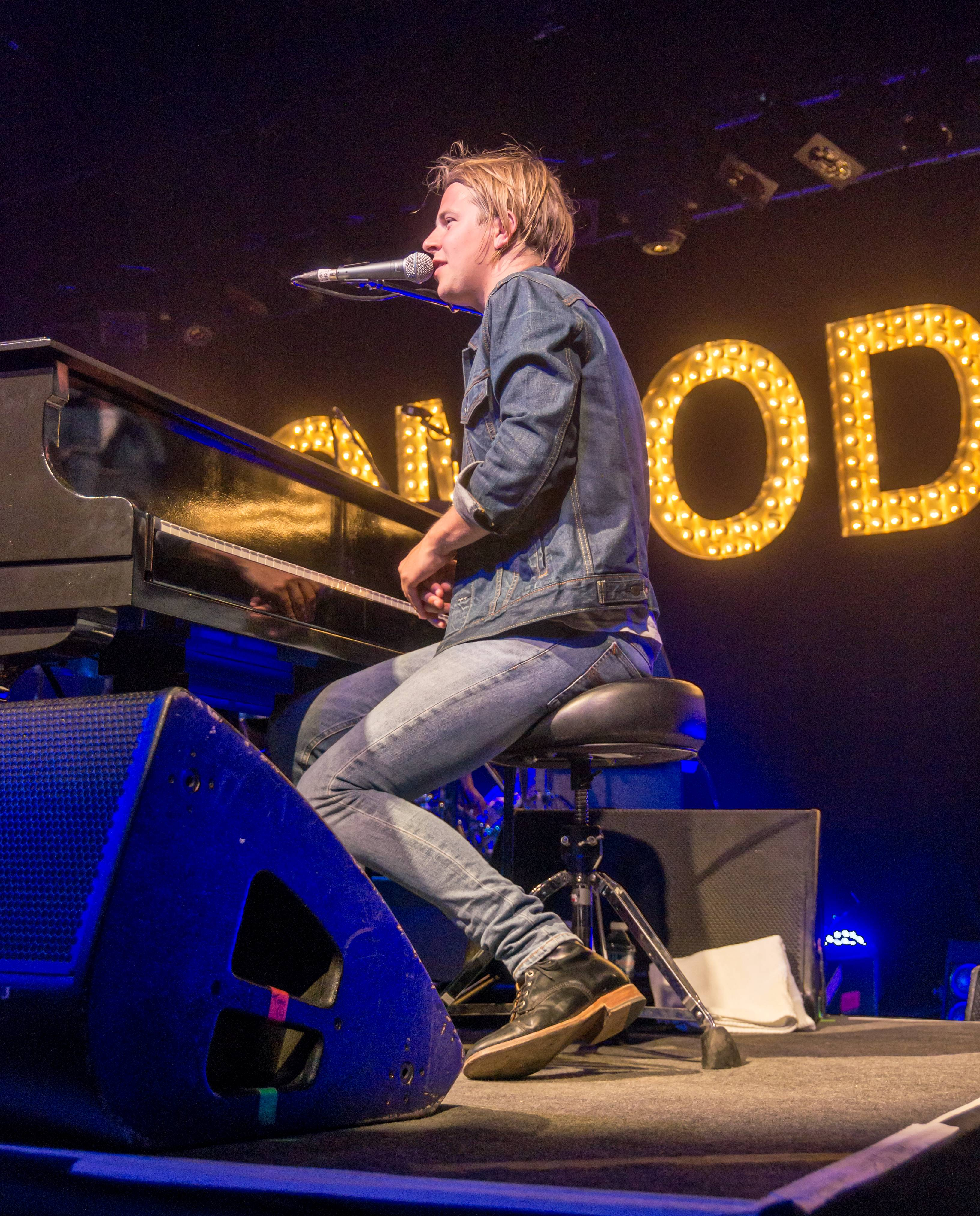
Zelt-Musik-Festival en 2015 à Fribourg-en-Brisgau (Allemagne).
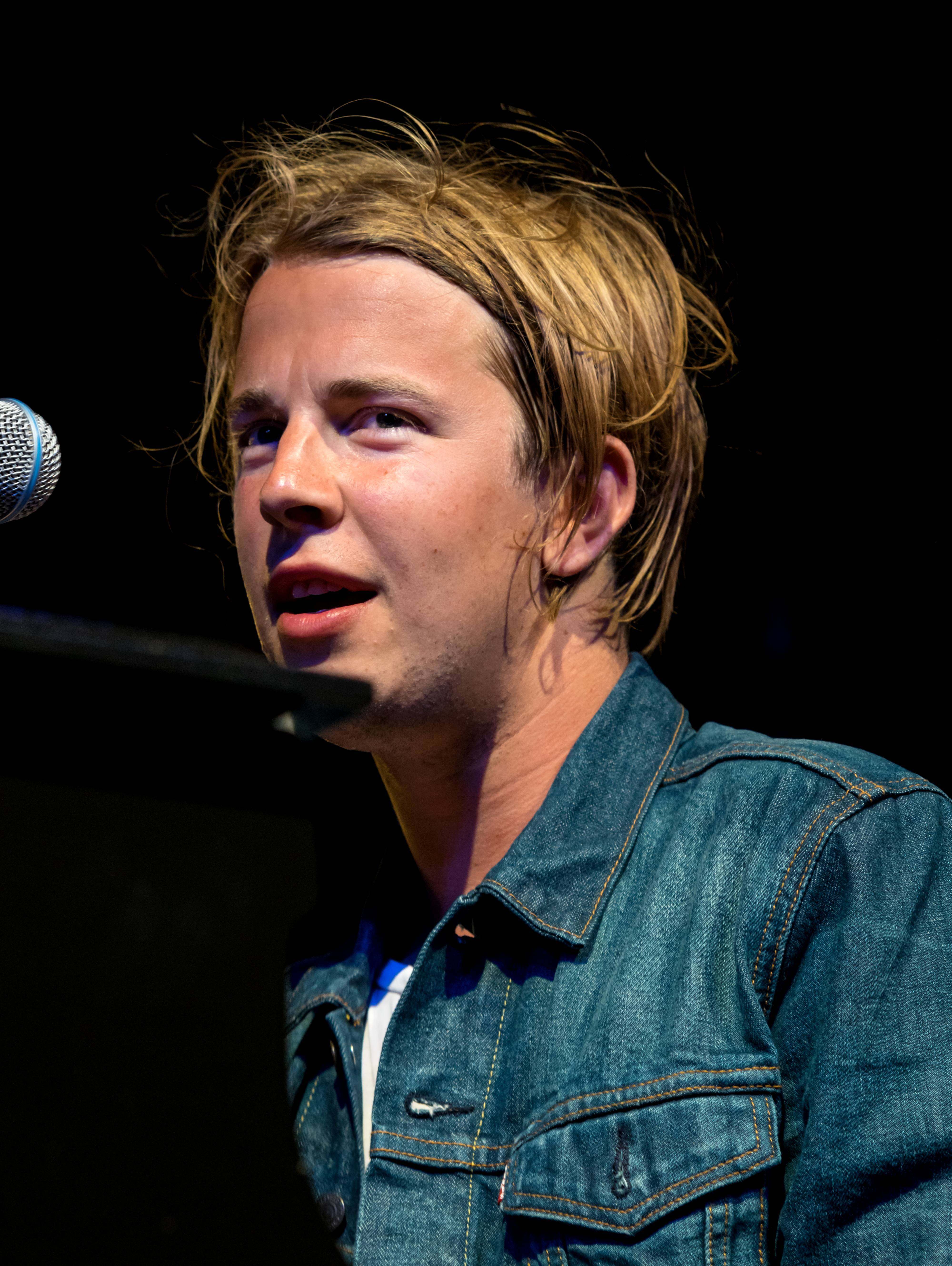
Zelt-Musik-Festival en 2015 à Fribourg-en-Brisgau (Allemagne).
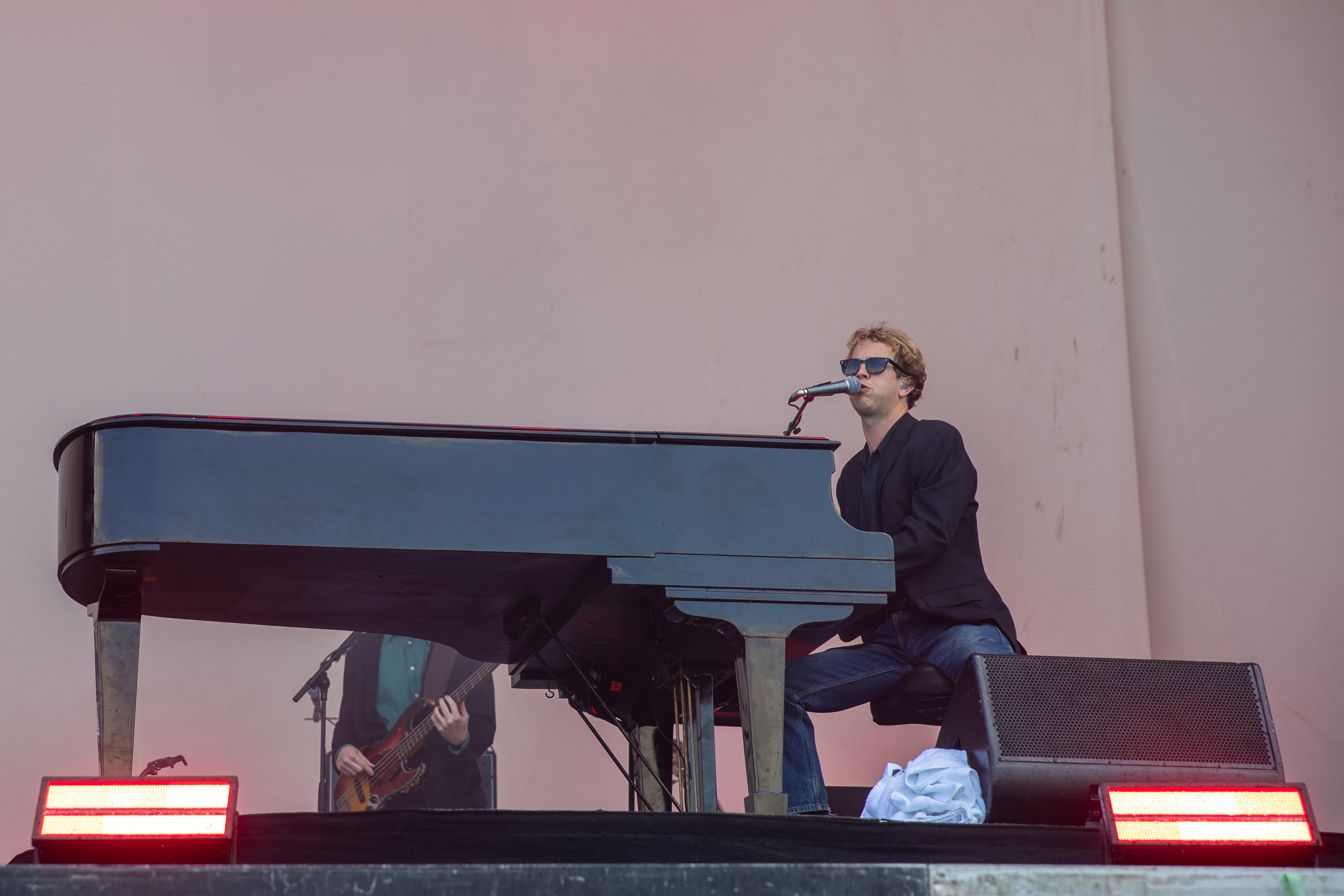
Tom Odell au Southsite Festival 2024

### 2014–2015: Reconnaissance
Tom Odell interprète sa première nouvelle chanson depuis la sortie de Long Way Down , intitulée Alex, le 7 février 2014 aux Plymouth Pavilions.
Il est nommé « auteur-compositeur de l'année » lors de la cérémonie des Ivor Novello Awards 2014.  La chanson de Tom Odell Can't Pretend est utilisée dans la série télévisée The 100. Can't Pretend et Long Way Down sont également présentées dans The Blacklist et le film primé Nos étoiles contraires . Sa chanson « Grow Old With Me » a été présentée dans un épisode de Reign . Cette chanson est également présentée dans une grande campagne publicitaire de 60 secondes pour Kaiser Permanente intitulée « Thrive ».  Sa chanson « Heal » est également  utilisée dans le film If I Stay , la série télévisée NCIS , The Vampire Diaries et Elementary avec Another Love .
La chanson suivante d'Odell, une reprise de Real Love des Beatles , devient la bande sonore de la publicité de Noël de John Lewis en 2014 et lui vaut une grande publicité. Quelques heures après la première diffusion de la publicité, le morceau atteint le sommet de la liste des tendances du service de reconnaissance musicale Shazam. Trois jours après sa sortie, il passe directement à la 21e place du top 40 britannique, atteignant la 7e place.
En 2015, lors du festival Ultra Music , le DJ suédois Avicii présente une collaboration entre lui et Tom Odell.  Elle n'est pas publiée, mais elle s'intitule Can't Love You Again. Selon la liste officielle des titres. Avicii a déjà déclaré sur Quora que la chanson devait sortir sur un album en 2016, mais cet album et la chanson ont été annulés ultérieurement.
La musique de Tom Odell est présente dans une publicité Sony en 2016, avec une reprise de True Colours  de Cyndi Lauper.

### 2016-2017:Wrong Crowd
Odell commence à travailler sur son deuxième album studio en 2015 et joue un ensemble de nouvelles chansons à Forest Live, une série de concerts pour la Commission des forêts du Royaume-Uni. Le 4 avril 2016, le premier single, Wrong Crowd, sort et un deuxième album studio à venir du même nom est annoncé. De plus, Tom Odell annonce qu'il va partir en tournée aux États-Unis et en Europe.  Le 15 avril 2016, le deuxième single de l'album, Magnetised, sort. L'album complet sort le 10 juin 2016. Une tournée suit dans laquelle de nouveaux titres d'un troisième album à venir sont testés en public.

### 2017–2020:Jubilee Road
Le 20 décembre 2017, Tom Odell annonce dans une interview sur BBC Radio 2 que la sortie du troisième album est prévue pour la mi-2018. Le 14 juin 2018, le premier single de cet album, If You Wanna Love Somebody, est publié. L'album, Jubilee Road, sort le 26 octobre.
Cet album Jubilee Road est inspiré par ses anciens voisins et sa communauté. Le titre « Jubilee Road » est censé faire référence à une rue en terrasse de l'est de Londres où vit Tom Odell, mais lorsqu'il demande à ses voisins s'il peut utiliser le vrai nom, ils lui répondent qu'ils préféreraient qu'il crée un nom fictif.

### 2021-2022:MonstersetBest Day of My Life
"Numb", le premier single du quatrième album d'Odell, est sorti en février 2021. Dans une interview avec The Gentleman's Journal le 27 février 2021, il révèle que son quatrième album studio s'intitule Monsters.  Il déclare que l'album comporte des tons électro-pop plus sombres , et que les paroles étaient inspirées d'artistes tels que XXXTentacion , Drake et Travis Scott. Le deuxième single de l'album, Monster v.1, sort en mars 2021. Le disque aborde des sujets lourds et des expériences difficiles qu'il a vécues à une période de sa vie.  L'album sort le 9 juillet 2021.
Le 8 septembre 2022, Tom Odell annonce la sortie de son cinquième album studio, Best Day of My Life, le 28 octobre 2022. L'album est précédé des singles Best Day of My Life, Sad Anymore, Flying et Smiling All the Way Back Home.

### 2023-2025:Black Friday
Tom Odell sort le morceau Butterfly le 27 janvier 2023, qui met en vedette Aurora, et une version réimaginée de Streets Of Heaven le 18 août, un morceau précédemment sorti sur son album Monsters de 2022.
Il sort également le morceau Black Friday le 22 septembre 2023,  qui est suivi de Somebody Else le 13 octobre - avec l'annonce de la sortie de son sixième album, Black Friday , fin janvier 2024. Answer Phone sort le 17 novembre, et The End le 22 décembre.

### 2025-Maintenant:Don't Let Me Go
Le 7 avril 2025, Tom Odell annonce sa nouvelle tournée "Don't Let Me Go Tour" avec 5 dates en Europe. Il sort aussi en même temps quelques extraits de son album sur TikTok et Instagram. Le 18 avril 2025, il annonce faire la première partie de Billie Eilish lors de plusieurs dates en Europe de sa tournée "Hit me hard and soft". Le 23 mai 2025, le chanteur annonce la sortie de son septième album studio, A wonderful life, le 5 septembre 2025 ainsi qu'une tournée, "Wonderful life Tour 2025" au Royaume-Uni et en Europe.

## Influences
Odell a grandi en écoutant Elton John . L'un des premiers albums qu'il a écouté était Goodbye Yellow Brick Road (1973). Il cite également David Bowie , Jeff Buckley , Bob Dylan , Arthur Russell , Leonard Cohen , Leon Russell , Billy Joel , Randy Newman , Tom Waits , Rodríguez et Bruce Springsteen comme influences.  Il est fan d' Arcade Fire , Adele , James Blake , Cat Power , Blur , Beach House , Radiohead , Coldplay et Ben Folds.
Odell a déclaré que ses paroles étaient inspirées par son « incapacité à entretenir une relation avec quelqu'un pendant plus de six mois ». Il dit : « Je trouve que j'écris de bien meilleures chansons quand je suis honnête et que j'écris sur des choses qui m'arrivent. Cela peut devenir un peu bizarre quand des amis ou des petites amies se rendent compte qu'une chanson parle d'eux. Mais c'est incroyable ce qu'on peut faire avec ça. Je crois qu'ils appellent ça une licence artistique. ».
Il a aussi une influence sur la vocation de la chanteuse française Zaho de Sagazan. « Je voulais faire comme lui », raconte-t-elle « Il y avait un piano dans une pièce très froide de la maison, je m’y suis mise, pour ne plus le quitter ensuite. J’ai commencé à écrire ... ».

## Vie personnelle
Odell a épousé le mannequin Georgia Somerville en novembre 2023.